# Hochälpelehütte
Die Hochälpelehütte ist eine Schutzhütte des Bezirks Dornbirn der Sektion Vorarlberg des Österreichischen Alpenvereins im Bregenzerwaldgebirge in Vorarlberg. Sie befindet sich am Hochälpelekopf auf einer Höhe von 1467 m ü. A.

## Geschichte
Am 7. September 1875 wurde die Hochälpelehütte eröffnet, wenige Jahre nach der Gründung der Sektion Vorarlberg (1869) und der Errichtung der Lünerseehütte (1870 bis 1871) die heutige Douglasshütte sowie des Freschenhauses (1874). Die Hütte wurde vom Bezirk Dornbirn der Sektion Vorarlberg finanziert. Erst später wurde mit dem Lank-Lift die erste mechanische Transporterleichterung ermöglicht. 1945 wurde der Stützpunkt wie andere Unterkünfte völlig ausgeraubt, sogar die Zwischenwand entfernt und verheizt. 1949 fanden sich ein Bezirksobmann und ein Lehrer mit zahlreichen Mitgliedern zum weiteren Erhalt der Hütte zusammen, und bauten die Hütte gemeinsam wieder auf. Erweitert wurde die Hütte in den Jahren 1952 und 1953, 1958 wurde er alte Hüttenteil abgebrochen und durch einen Neubau ersetzt. Im Jahr 1981 wurde die Hütte saniert und erweitert.
Aus der Sektion Vorarlberg heraus bildeten sich Ortsgruppen, die sich zu sogenannten „Bezirken“ zusammenschlossen, es existieren 15 Alpenvereinsbezirke, aus diesen entstand der Bezirk Dornbirn. Jedes Mitglied kann frei wählen, welchem Alpenvereinsbezirk es angehören möchte. Die Vorstände der jeweiligen Alpenvereinsbezirke bilden die Generalversammlung des Alpenverein Vorarlbergs.

## Zustiege
- Zustieg vom Bödele auf die Hochälpelehütte, Wanderung, Bregenzerwaldgebirge, 3,2 km, 1,2 Std.
- Zustieg auf die Hochälpelehütte von Dornbirn, Wanderung, Bregenzerwaldgebirge, 8,6 km, 3 Std.
- Zustieg auf die Hochälpelehütte von Schwarzenberg, Wanderung, Bregenzerwaldgebirge, 5,9 km, 2,5 Std.[4]

## Hütten in der Nähe
- Lustenauer Hütte, bewirtschaftete Hütte, Bregenzerwaldgebirge, 1250 m ü. A.
- Bregenzer Hütte, bewirtschaftete Hütte, Bregenzerwaldgebirge, 1290 m ü. A.
- Firsthütte, Selbstversorgerhütte, Bregenzerwaldgebirge 1300 m ü. A.
- Emser Hütte, bewirtschaftete Hütte, Bregenzerwaldgebirge, 1298 m ü. A.
- Schnepfegg Selbstversorgerhütte, Bregenzerwaldgebirge 885 m ü. A.
- Freschenhaus, bewirtschaftete Hütte, Bregenzerwaldgebirge 1846 m ü. A.
- Götzner Haus, Bewirtschaftete Hütte, Bregenzerwaldgebirge 1140 m ü. A.[5]

## Tourenmöglichkeiten
- Übergang von der Hochälpelehütte zur Lustenauer Hütte, Wanderung, Bregenzerwaldgebirge, 2,1 km, 0,5 Std.
- Übergang von der Hochälpelehütte zum Freschenhaus, Bergtour, Bregenzerwaldgebirge, 18,8 km, 6,5 Std.
- Übergang von der Lustenauer Hütte zum Freschenhaus, Bergtour. Bregenzerwaldgebirge, 16,1 km, 6,5 Std.
- 01 Nordalpenweg, E49: Lustenauer Hütte – Bregenz, 25,4 km, 7,5 Std.[6]

## Skitouren
- Bödele (Hütteck) – Bregenzer Hütte, Schneeschuh, Bregenzerwald, 10,5 km, 4 Std.
- Hochälpele, vom Weißtannenlift aus, Skitour, Bregenzerwald, 3,9 km, 1,5 Std.
- Rotenbachalpe, Schneeschuh, Bregenzerwald, 10,2 km, 4 Std.[7]

## Karten
- WK 364 Bregenzerwald, Wanderkarte 1:50.000 Landkarte – Gefaltete Karte, ISBN 978-3-85084-764-3